# Lobogonodes porphyriata
Lobogonodes porphyriata là một loài bướm đêm trong họ Geometridae.